# Yoshitaka Uematsu
Yoshitaka Uematsu (Japans: 植松 良高, Uematsu Yoshitaka, Prefectuur Tokio, februari 1949 - 1 juni 2008) was een Japanse jazzdrummer.
Yoshitaka Uematsu werkte vanaf de jaren 70 in de Japanse jazzscene, o.a. met het trio van Kunihiko Sugano (met Eizo Honda) waarmee hij in 1974 zijn eerste opnames maakte. Een jaar later trad hij met Takeshi Shibuya en Tatsuhiro Matsumoto op in jazzclub Pannonica. In New York maakte hij in 1986 een plaat met Jeff Hittman (Mosaic, Soul Note), waaraan Valery Ponomarev, Dennis Irwin en Larry Willis meewerkten. Tevens nam hij hier deel aan opnames voor het album Ululation van John Lee Krasnow en Valery Ponomarev. In 1999 was hij lid van het trio van Tsuyoshi Yamamoto (Speak Low, met Tsutomu Okada). Verder leidde hij zijn eigen groep Matsu & His Super Band, waarin Tsutomu Okada en Tsuyoshi Yamamoto speelden (Dreamy, 2007). In de jazz was hij tussen 1974 en 2007 betrokken bij zes opnamesessies. Als studiomuzikant begeleidde hij o.a. zangeres Tsutomu Okada. Kort voor zijn overlijden speelde hij nog in het trio van Teruo Nakamura (met Hiromu Aoki).